# Palenzonaïta
La palenzonaïta és un mineral de la classe dels fosfats, que pertany al grup dels granats. Rep el seu nom en honor d'Andrea Palenzona (1935-), professor de química (i aficionat a la mineralogia) de la Universitat de Gènova, qui va descobrir el mineral.

## Característiques
La palenzonaïta és un fosfat de fórmula química (NaCa)₂Mn2+
2(VO₄)₃. Va ser aprovada com a espècie vàlida per l'Associació Mineralògica Internacional l'any 1986. Cristal·litza en el sistema isomètric. La seva duresa a l'escala de Mohs oscil·la entre 5 i 5,5.
Segons la classificació de Nickel-Strunz, la palenzonaïta pertany a «08.AC: Fosfats, etc. sense anions addicionals, sense H₂O, amb cations de mida mitjana i gran» juntament amb els següents minerals: howardevansita, al·luaudita, arseniopleïta, caryinita, ferroal·luaudita, hagendorfita, johil·lerita, maghagendorfita, nickenichita, varulita, ferrohagendorfita, bradaczekita, yazganita, groatita, bobfergusonita, ferrowyl·lieïta, qingheiïta, rosemaryita, wyl·lieïta, ferrorosemaryita, qingheiïta-(Fe2+), manitobaïta, marićita, berzeliïta, manganberzeliïta, schäferita, brianita, vitusita-(Ce), olgita, barioolgita, whitlockita, estronciowhitlockita, merrillita, tuïta, ferromerrillita, bobdownsita, chladniïta, fil·lowita, johnsomervilleïta, galileiïta, stornesita-(Y), xenofil·lita, harrisonita, kosnarita, panethita, stanfieldita, ronneburgita, tillmannsita i filatovita.

## Formació i jaciments
Va ser descoberta a la mina Molinello, situada a la vall de Graveglia, a la localitat de Ne (Província de Gènova, Itàlia). També a Itàlia se'n pot trobar a la mina Valletta i al mont Maniglia, ambdós indrets a la província de Cuneo, al Piemont. A banda d'aquestes localitats italianes, també ha estat descrita a dos municipis suïssos: Splügen i Ausserferrera, al cantó de Grisons, i a la mina japonesa de Yamato, a l'illa d'Amami-Oshima, a la regió de Kyushu.